# Vilar de Rei
Vilar de Rei is een plaats (freguesia) in de Portugese gemeente Mogadouro en telt 99 inwoners (2001).